# Francesco Quattrone
Francesco Quattrone (Reggio Calabria, 13 gennaio 1941 – Pavia, 2 novembre 2012) è stato un politico italiano.

## Biografia
Figlio di Giuseppe Quattrone, sindaco di Reggio Calabria dal 1961 al 1963, iniziò a fare politica fin da giovane nel partito della Democrazia Cristiana.
Fu eletto a 19 anni rappresentante degli studenti dell'Università di Messina e nell'organismo nazionale degli universitari. Contemporaneamente fu delegato provinciale dei giovani della Democrazia Cristiana di Reggio Calabria e poi vicesegretario di sezione.
A 30 anni fu nominato Presidente dell'Ospedale regionale di Reggio Calabria e contribuì alla realizzazione del nuovo Ospedale.
Capolista per la Democrazia Cristiana al Comune di Reggio dopo i fatti di Reggio, fu consigliere comunale ed assessore.
Fu eletto deputato al Parlamento per la prima volta nella VII legislatura della Repubblica Italiana a seguito della tornata elettorale del 1976. Fu rieletto nel 1979 nella VIII legislatura della Repubblica Italiana, durante la quale fu Sottosegretario di Stato al lavoro e previdenza sociale sotto i governi Cossiga I e II, Sottosegretario alla Presidenza del Consiglio dei ministri con delega per la funzione pubblica nei governi Forlani, Spadolini I e II e Sottosegretario alla Sanità sotto il Governo Fanfani V. Fu anche componente della Giunta delle elezioni e delle immunità parlamentari, fino all'8 agosto 1979, e della IV Commissione giustizia.
Rieletto, durante la IX legislatura della Repubblica Italiana fu Sottosegretario alla Sanità nel Governo Fanfani V e componente della XIV Commissione igiene e sanità pubblica.
Fu più volte eletto segretario provinciale della DC. Nel 1987 non si ricandidò, dopo aver rilasciato dichiarazioni pubbliche sulla presunta esistenza di un "superpartito" trasversale che avrebbe agito come comitato di affari e di cui avrebbe fatto parte anche Lodovico Ligato, ucciso poi nell'agosto 1989 in un agguato di 'ndrangheta.
Tornò all'attività professionale di avvocato e docente universitario, fu Presidente della Camera di commercio di Reggio Calabria, presidente dell'Unioncamere regionale, del Centro commercio estero della Calabria e componente la Giunta esecutiva nazionale di UnionCamere. Continuò a svolgere attività politica, seppure di secondo piano, e fu segretario regionale della DC.
Fu coinvolto nella stagione di Mani pulite. Arrestato, gli furono contestati gravi reati, compreso l'omicidio di Lodovico Ligato. Scagionato con sentenza della Cassazione nel 1993 per l'omicidio Ligato, rimase in regime di carcerazione preventiva per le altre accuse rivoltegli.
Subì in totale tredici mesi di carcerazione preventiva, 7 rinvii a giudizio e 17 processi nei vari gradi di giudizio, durati quasi dieci anni. Fu assolto in tutti con la formula più ampia ed ha ottenuto un risarcimento irrisorio dallo Stato per la detenzione subita. Ha fatto ricorso alla Corte di Strasburgo. Il giudizio è ancora pendente. Con Sentenza del 26 novembre 2013 (Ricorso n. 13431/07 - Quattrone c. Italia), la Corte Europea di Strasburgo ha accolto il ricorso condannando lo Stato Italiano.
È scomparso nel 2012 all'età di 71 anni.